# Linia rezystentna
Linia rezystentna (ang. resistant line) – metoda statystyczna używana w analizie regresji, będąca alternatywą dla tradycyjnie używanej linii regresji, używająca mediany (a nie średniej arytmetycznej) do tego, by dopasować na wykresie punktowym linię (wartości oczekiwane) do punktów (wartości rzeczywistych). Procedura została zaproponowana przez amerykańskiego statystyka Johna Tukeya.

## Linia regresji a linia rezystentna
W większości przypadków średnia arytmetyczna nie jest najlepszą miarą tendencji centralnej. Dzieje się tak, ponieważ jest bardzo wrażliwa na wszystkie wyniki w danym zbiorze liczb. Jest to problemem zwłaszcza wtedy, gdy rozkład liczb jest mocno skośny lub występują w nim wyniki nietypowe (tzw. wyniki oddalone), a więc znacznie niższe lub znacznie wyższe od pozostałych wyników w rozkładzie. Niesie to ze sobą poważne konsekwencje praktyczne. Przykładowo, nie jest zalecane używanie średniej do przedstawiania np. przeciętnych zarobków w Polsce, gdyż zarobki osób zarabiających najwięcej przyczyniają się do pozornego paradoksu w wyniku którego większość badanych Polaków zarabia poniżej średniej arytmetycznej zarobków. W tego typu sytuacji bardziej użyteczną miarą tendencji centralnej jest mediana. 

Ze względu na tę odporność mediany na wpływ wyników skrajnych, John Tukey zaproponował wykorzystanie właśnie mediany (a nie średniej) do dopasowywania linii do punktów na wykresie punktowym podczas eksploracyjnej analizy danych.